# Pentre
Pentre  est un village et une communauté du borough de comté de Rhondda Cynon Taf, au pays de Galles.

## Géographie
Pentre est situé dans la vallée de la Rhondda Fawr, entre Treorchy au nord et Ystrad au sud. La communauté de Pentre comprend aussi le village de Ton Pentre, de l'autre côté de la rivière.

## Démographie
Au recensement de 2011, la communauté de Pentre comptait 5 232 habitants.